# Episodi di Supergirl (quinta stagione)
La quinta stagione della serie televisiva Supergirl, composta da 19 episodi, è stata trasmessa in prima visione assoluta negli Stati Uniti d'America da The CW dal 6 ottobre 2019 al 17 maggio 2020.
In Italia la stagione è andata in onda dal 21 marzo al 28 novembre 2020 su Premium Action. 
 La trasmissione della serie è stata come di consueto divisa in due parti: la prima parte (ep. 1-15) è andata in onda dal 21 marzo al 27 giugno 2020, la seconda parte (ep. 16-19) è andata in onda dal 7 novembre al 28 novembre 2020, in seguito alla pausa estiva. 
 In chiaro la stagione è andata in onda su Italia 1 nel day-time pomeriggio: l'episodio 9, in quanto crossover, è andato onda il 6 febbraio 2021, mentre il resto della stagione è stato trasmesso dal 12 giugno al 31 luglio 2021 nella stessa fascia oraria.
Inizialmente la trasmissione degli episodi dall'8 in poi era stata programmata con la messa in onda degli episodi originali con sottotitoli in italiano a causa dell'emergenza COVID-19 che aveva bloccato la continuazione del doppiaggio. Tuttavia, con un post sulla pagina Facebook ufficiale, la rete ne aveva annunciato la ripresa.

## Produzione
La sceneggiatura originale prevedeva venti episodi, ma a causa della pandemia di COVID-19, che ha costretto l'interruzione della produzione, questa puntata è stata riscritta come finale di stagione.
| n° | Titolo originale                    | Titolo italiano                      | Prima TV USA     | Prima TV Italia  |
| -- | ----------------------------------- | ------------------------------------ | ---------------- | ---------------- |
| 1  | Event Horizon                       | L'orizzonte degli eventi             | 6 ottobre 2019   | 21 marzo 2020    |
| 2  | Stranger Beside Me                  | Uno sconosciuto accanto a me         | 13 ottobre 2019  | 28 marzo 2020    |
| 3  | Blurred Lines                       | Linee di confine incerte             | 20 ottobre 2019  | 4 aprile 2020    |
| 4  | In Plain Sight                      | In piena luce!                       | 27 ottobre 2019  | 11 aprile 2020   |
| 5  | Dangerous Liaisons                  | Le relazioni pericolose              | 3 novembre 2019  | 18 aprile 2020   |
| 6  | Confidence Women                    | Segreti tra donne                    | 10 novembre 2019 | 25 aprile 2020   |
| 7  | Tremors                             | Tremori                              | 17 novembre 2019 | 2 maggio 2020    |
| 8  | The Wrath of Rama Khan              | L'ira di Rama Khan                   | 1º dicembre 2019 | 9 maggio 2020    |
| 9  | Crisis on Infinite Earths: Part One | Crisi sulle Terre infinite - I Parte | 8 dicembre 2019  | 16 maggio 2020   |
| 10 | The Bottle Episode                  | Mondi imprigionati                   | 19 gennaio 2020  | 23 maggio 2020   |
| 11 | Back From the Future, Part One      | Ritorno dal futuro - I Parte         | 26 gennaio 2020  | 30 maggio 2020   |
| 12 | Back From the Future, Part Two      | Ritorno dal futuro - II Parte        | 16 febbraio 2020 | 6 giugno 2020    |
| 13 | It's a Super Life                   | È una super vita                     | 23 febbraio 2020 | 13 giugno 2020   |
| 14 | The Bodyguard                       | La guardia del corpo                 | 8 marzo 2020     | 20 giugno 2020   |
| 15 | Reality Bytes                       | Reality bytes                        | 15 marzo 2020    | 27 giugno 2020   |
| 16 | Alex in Wonderland                  | Alex nel paese delle meraviglie      | 22 marzo 2020    | 7 novembre 2020  |
| 17 | Deus Lex Machina                    | Deus Lex Machina                     | 3 maggio 2020    | 14 novembre 2020 |
| 18 | The Missing Link                    | L'anello mancante                    | 10 maggio 2020   | 21 novembre 2020 |
| 19 | Immortal Kombat                     | Immortal Kombat                      | 17 maggio 2020   | 28 novembre 2020 |

## L'orizzonte degli eventi
- Titolo originale: Event Horizon
- Diretto da: Jesse Warn
- Scritto da: Derek Simon e Nicki Holcomb

### Trama
Lena ha preso molto male la scoperta che Kara le ha nascosto di essere Supergirl e si sfoga affrontando ripetutamente l'amica, da cui si sente tradita e ingannata, in una simulazione virtuale creata con l'ausilio di Hope, un'intelligenza artificiale progettata dalla stessa Lena per avere qualcuno con cui parlare. Nia e Brainy si sono messi insieme, ma le cose sono complicate dalla scarsa confidenza del coluano con le relazioni umane; alla fine, per fortuna, tutto si aggiusta. Alex e Kelly hanno iniziato una relazione e Kelly ha ottenuto un nuovo lavoro alla Obsidian North, un'azienda all'avanguardia nel settore tecnologico: l'ultimo ritrovato della Obsidian sono lenti a contatto generatrici di realtà virtuale, che Lena utilizza per le simulazioni. Lena vende la CatCo alla proprietaria della Obsidian, Andrea Rojas, perché ha bisogno di fondi per un nuovo progetto; la CatCo versa in cattive acque a causa di un brusco calo degli abbonamenti, e Andrea decide di imporre una nuova linea editoriale, puntando sul clickbait e contenuti più leggeri per attirare l'attenzione dei lettori. Kara e James si oppongono, e Andrea rivela di aver cambiato, al momento dell'acquisizione, i contratti di tutti i dipendenti: se si licenzieranno, in virtù del patto di non concorrenza non avranno più il diritto di esercitare come giornalisti. Kara e gli altri sono costretti perciò a collaborare, ma James, dopo essersi consigliato con Kelly, decide di non essere disposto a sopportare oltre e si dimette. Un misterioso alieno mutaforma attacca un museo durante una mostra su Krypton e fugge dopo aver rubato la capsula con cui Superman arrivò sulla Terra. Si scopre che l'alieno ha compiuto numerosi altri furti allo scopo di procurarsi il materiale necessario a realizzare un portale per la Zona Fantasma: una volta attivato, il portale richiama Midnight, una potentissima distruttrice di mondi intenzionata a vendicarsi di J'onn per averla imprigionata. Kara prende parte ad una premiazione in cui verrà insignita del Pulitzer per aver smascherato Lex Luthor. Durante la serata, Kara ha modo di parlare con Lena e confessarle di essere Supergirl, ignara che l'amica ne era già al corrente; Lena, che aspettava il momento della premiazione per vendicarsi e rendere pubblica l'identità di Kara, è commossa e si riappacifica con l'amica. Tutto sembra risolto, ma più tardi Lena rivela a Hope di non aver affatto perdonato Kara e di avere intenzione di sfruttarla per "riparare l'umanità". Midnight sferra il suo attacco e crea un buco nero che minaccia d'inghiottire l'intera National City, ma gli eroi risolvono la situazione. La battaglia viene seguita di nascosto dall'alieno mutaforma, che più tardi raggiunge J'onn e gli rivela di essere suo fratello, Malefic: egli è il Marziano Verde portato sulla Terra da Monitor e il suo obiettivo è vendicarsi di J'onn per qualcosa accaduto in passato. I due si scontrano e J'onn viene sconfitto, perdendo i sensi; altrove, Eve Tessmacher viene rapita da un misterioso assalitore.
- Guest star: Jennifer Cheon Garcia (Midnight), Kate Micucci (guida), Ellexis Wejr (Mallory).
- Altri interpreti: Phil LaMarr (Malefic J'onzz), Adam Alghouti (bambino), Nitin Prasad (attendente), Kari Wahlgren (voce originale di Hope).
- Ascolti USA: telespettatori 1 260 000[9]

## Uno sconosciuto accanto a me
- Titolo originale: Stranger Beside Me
- Diretto da: David McWhirter
- Scritto da: Dana Horgan e Katie Rose Rogers

### Trama
J'onn, dopo lo scontro con Malefic, ha continue crisi dolorose provocate da una maledizione che grava sui Marziani Verdi e colpisce i fratelli che si attaccano tra loro. L'unica cura è un trattamento di cui dispone solo la Obsidian, e Kelly accetta di aiutare J'onn; quest'ultimo scopre così che i suoi ricordi sulla guerra civile marziana sono stati alterati e che Malefic tradì i Marziani Verdi schierandosi con i Bianchi, evento che J'onn ha rimosso assieme all'identità del fratello. La presa di coscienza guarisce J'onn dalla maledizione, ma permette anche a Malefic, colpito a sua volta, di recuperare i propri poteri. Lena decide di usare la tecnologia delle lenti a contatto della Obsidian per il proprio progetto di miglioramento dell'umanità: è infatti convinta che le emozioni non siano altro che una sorta di programmazione difettosa e punta a sostituirla con una di propria creazione basata su quella di Hope, dotata solamente di logica e moralità. Eve si risveglia sotto chiave nel laboratorio di Lena, rivelando perciò che è stata proprio quest'ultima a rapirla; interrogata, Eve sostiene di essere stata costretta a tradirla e la prega di darle un'altra possibilità. Alla CatCo, Kara è obbligata a sottostare alle ottuse direttive di Andrea e in più si scontra con il neoassunto William Dey, brillante e ambizioso cronista inglese pronto a tutto pur di fare carriera; William, però, nasconde un segreto e non è quello che sembra. Alex e Brainy localizzano Malefic e assieme a Supergirl tentano di catturarlo, ma l'impresa fallisce a causa dell'attacco di un Marziano Bianco alleato di Malefic. Il Marziano Bianco viene abbattuto da Alex, e Malefic, furioso, cerca di ucciderla sostituendosi a Kelly, ma viene smascherato e messo in fuga dagli eroi. Malefic ha perso gran parte del suo potere mentre era recluso nella Zona Fantasma, ma dopo aver origliato una conversazione tra J'onn e Kelly decide di sfruttare la Obsidian per recuperare la sua forza. Andrea scopre che Lena sta cercando di rubare la tecnologia Obsidian e si riprende le lenti che le aveva ceduto; Lena, però, è già riuscita a usare la tecnologia per mappare la mente di Eve, che non era altro che una cavia per il suo esperimento di perfezionamento, e usa la traccia per sovrascrivere la personalità di Hope a quella di Eve, dando così un corpo all'intelligenza artificiale.
- Guest star: Ellexis Wejr (Mallory).
- Altri interpreti: Phil LaMarr (Malefic J'onzz), Anthony Bolognese (ragazzino #1), Julia Harnett (commessa), Keira Harron (ragazzina #2), Sean Hewlett (Franklin), Montserrat Powell (ingegnere della Obsidian), Kari Wahlgren (voce originale di Hope).
- Ascolti USA: telespettatori 970 000[10]

## Linee di confine incerte
- Titolo originale: Blurred Lines
- Diretto da: Eric Dean Seaton
- Scritto da: Lindsay Sturman e J. Holtman

### Trama
Lena non riesce a portare avanti il suo progetto perché il trasmettitore ad onde Q che ha messo a punto duplicando la tecnologia Obsidian non funziona. Hope, che ha accesso ai ricordi di Eve, le suggerisce di consultare i diari di Lex, dal momento che quest'ultimo aveva lavorato sulle onde Q e nei suoi appunti potrebbero esserci informazioni utili; con un pretesto, Lena convince Kara a procurarle i diari. Alla CatCo, la redazione deve decidere se condurre un'inchiesta sulla morte di Niles Jarrod, geniale scienziato trovato cadavere nel bagno di una discoteca; Andrea appoggia la posizione di William, che sostiene di aver già indagato sul caso e che la morte di Jarrod sia dovuta a cause naturali, ma Kara si accorge che il collega sta mentendo e con l'aiuto di James esamina il corpo, scoprendo che il cuore di Jarrod è stato marchiato con il tatuaggio di un ragno. J'onn, aiutato da Nia, cerca di recuperare i propri ricordi e scopre che Malefic possiede sin dalla nascita poteri di manipolazione così devastanti che M'yrnn e J'onn furono costretti a rinchiuderlo affinché non fosse un pericolo per nessuno. Divenuto adulto, Malefic, pieno di rabbia verso il padre e il fratello, fu liberato dai Marziani Bianchi e scelse di unirsi a loro. M'yrnn ne fu così sconvolto che l'angoscia gli fece cancellare ogni ricordo di Malefic dalla propria mente, cosa che tuttavia ne comportò l'eliminazione anche da quella di J'onn e di tutto il loro popolo dal momento che i Marziani Verdi condividono una memoria collettiva; in seguito, Nia recupera il ricordo completo, scoprendo che in realtà fu J'onn ad eliminare i ricordi su Malefic per impedire a M'yrnn d'impazzire. Esaminando le riprese della discoteca, Kara e Alex scoprono che William Dey e Jarrod si conoscevano e che quest'ultimo è stato ucciso da una donna di nome Caroline O'Conner, posseduta da un parassita alieno, l'Aurafacian, riconoscibile dal tatuaggio del ragno. Caroline era stata assoldata da qualcuno che l'ha potenziata con l'Aurafacian per uccidere Jarrod e un altro medico, il dottor Andrew Stern; gli eroi intervengono in tempo per salvare Stern e liberano Caroline dall'Aurafacian, ma la donna viene uccisa prima che possa rivelare il nome del mandante. Kelly riceve la visita di un suo vecchio amico, Pete Andrews, che le chiede aiuto per guarire da una forma di stress post-traumatico; Pete, però, è in realtà Malefic e ha ingannato Kelly per poter usare le onde Q e recuperare i suoi poteri di manipolazione. Malefic, ora al culmine del potere, cerca di uccidere Kelly, ma viene fermato da J'onn e costretto a fuggire; Kelly, però, in seguito all'attacco ha sviluppato un legame psichico con Malefic che le permette di identificarlo quando è trasformato ed è costretta a lasciare National City per non essere un bersaglio. L'episodio si chiude con William Dey che riferisce la morte di Jarrod ad un suo superiore e riceve del materiale misterioso mentre Lena decodifica i diari di Lex con l'aiuto di Hope, scoprendo finalmente come impostare il trasmettitore.
- Special guest star: Sean Astin (Pete Andrews)
- Guest star: Carl Lumbly (M'yrnn J'onzz), Brea St. James (Caroline O'Conner).
- Altri interpreti: Marcus Aurelio, Jr. (bambino marziano #3), Cassandra Cavalli (impiegata), Hunter Dong (barista), Ava Frica (bambina marziana #4), Marcello Guedes (Malefic da bambino), Eric Gustafsson (receptionist), Babak Haleky (addetto alle pulizie), Sean Hewlett (Franklin), Balinder Johal (donna anziana), Larry MacDonald (uomo), Marc-Anthony Massiah (dott. Andrew Stern), Malcolm Masters (dott. Niles Jarrod), Ethan Matute (bambino marziano #2), Antonio Ndala (J'onn da ragazzo), Dominique Robinson (Malefic da adolescente), Sasha Rojen (bambina marziana #1).
- Ascolti USA: telespettatori 920 000[11]

## In piena luce!
- Titolo originale: In Plain Sight
- Diretto da: David McWirther
- Scritto da: Jay Faerber e Jess Kardos

### Trama
James e Kelly si trasferiscono a Calvintown, dove sono cresciuti, per nascondere Kelly da Malefic e scoprono che in casa loro si è rifugiato un ragazzo, Simon, rimasto solo perché sua madre è in prigione per un banale furtarello: in città si è infatti instaurato un giro di corruzione che coinvolge polizia e avvocati, ma nessuno ha il coraggio di farsi avanti. Il DEO tenta di catturare Malefic, ma senza successo perché Malefic ha una struttura cerebrale unica e i normali inibitori psichici sono inefficaci. Alex chiede aiuto a Lena per ricalibrare la strumentazione; quest'ultima accetta perché interessata ai poteri di Malefic per rendere operativo il trasmettitore ad onde Q. Brainy e Lena lavorano insieme alla calibratura, ma Brainy è nervoso e distratto perché ha appena rotto con Nia, che non sopportava le sue premure eccessive; Brainy, infatti, come tutti i coluani è abituato a lavorare sempre al massimo qualsiasi cosa faccia e non sa cosa significhi moderarsi. Con l'aiuto di Nia, Kara scopre che William non è ciò che dice di essere ed è diretto a Città del Messico per rintracciare una certa Elena Torres, ex contabile alla Obsidian North; Supergirl si introduce in casa della donna e riesce a catturare Breathtaker, una sicaria dotata del potere di controllare le masse d'aria inviata ad uccidere la Torres. Kara è sempre più convinta che William sia coinvolto in qualcosa di losco, ma la realtà è ben diversa: si scoprirà infatti che William lavora sotto copertura per incastrare Andrea Rojas, sospettata di far parte di un'immensa rete criminale, e che Elena Torres è una dei suoi informatori. Alex cade sotto il controllo di Malefic; manipolata dal marziano, Alex rinfaccia a J'onn tutto il male fatto a Malefic e di aver messo in pericolo Kelly e tutti quanti loro, per poi dileguarsi quando J'onn e Kara scoprono l'inganno. Kelly percepisce il tutto grazie alla sua connessione con Malefic e torna assieme a James a National City; grazie al loro aiuto, Supergirl, Alex e J'onn riescono rendere inoffensivo Malefic tramite gli inibitori, ricalibrati da Lena e Brainy, e a rispedire il marziano nella Zona Fantasma. Ora che tutto è finito, Brainy e Nia hanno modo di chiarirsi e tornare insieme e James annuncia di aver deciso di trasferirsi a Calvintown e comprare il giornale locale, così da poter combattere in prima persona la corruzione. Lena ha manomesso il portale attraverso cui J'onn ha fatto passare Malefic e il marziano si trova ora nel suo laboratorio: in cambio del suo aiuto, Lena gli propone una collaborazione.
- Guest star: Jalen Thomas Brooks (Simon Kirby), Luisa d'Oliveira (Breathtaker), Patricia Isaac (agente Igle).
- Altri interpreti: Phil LaMarr (Malefic J'onzz), Jerry Bannister (operaio), Ryan Hesp (agente Sloan), Paul Jarrett (Nelson Stewart), Lorenzo La Rosa (corridore), Larry MacDonald (corridore).
- Ascolti USA: telespettatori 950 000[12]

## Le relazioni pericolose
- Titolo originale: Dangerous Liaisons
- Diretto da: Alysse Leite-Rogers
- Scritto da: Rob Wright e Daniel Beaty

### Trama
Malefic non può attaccare direttamente J'onn a causa della maledizione e Lena gli promette di aiutarlo in cambio della possibilità di studiare e duplicare il suo potere di controllo mentale; il marziano accetta, ma a cose fatte Lena tradisce gli accordi e usa le lenti virtuali, ora pienamente operative, per tenerlo prigioniero. Alex interroga Breathtaker, la sicaria catturata da Supergirl a Città del Messico, e William assiste dietro invito di Kara; Breathtaker non conosce l'identità di chi le ha commissionato l'omicidio di Elena Torres e tutto ciò che sa è che è stata ingaggiata assieme a Caroline O'Connor e Rip Roar, un assassino provvisto di braccia meccaniche. Alla menzione di Rip Roar, William perde le staffe e Alex è costretta ad allontanarlo; più tardi, William spiega a Kara che Rip Roar ha ucciso il suo migliore amico, Russell Rogers, che all'epoca sospettava dei Rojas, ed è stata proprio la morte di Russell a spingerlo a portare avanti l'inchiesta. Rip Roar, intanto, s'introduce in una base militare e ruba il Marathon Laser, una potentissima arma progettata da Lex Luthor; per rintracciarlo, Brainy si lascia possedere dall'Aurafacian che controllava Caroline O'Connor per permettere ad Alex e Kara d'interrogarlo, ma il parassita, come Breathtaker, non è al corrente di nulla. Gli eroi sospettano che Rip Roar intenda utilizzare il Marathon Laser durante l'inaugurazione delle Collective Dream, le lenti a contatto per la realtà virtuale della Obsidian; Kara, convinta che dietro a tutto si nasconda Andrea, s'introduce nel suo ufficio e trova una fotografia di Andrea assieme a Russell Rogers che prova che i due avevano una relazione. Alex, che non vuole compromettere il posto di Kelly alla Obsidian, convince la sorella a non saltare subito alle conclusioni, e in effetti una scansione psichica di J'onn sull'appartamento di Rogers rivela che l'uomo potrebbe essere in realtà ancora vivo, rendendo ancora più dubbio il coinvolgimento di Andrea. Rip Roar, dietro ordine dell'agente di Leviathan con cui era in contatto Eve Tessmacher, combina il Marathon Laser con un amplificatore rubato ad una stazione satellitare nel New Mexico; si scopre che il suo obiettivo è usare l'arma per destabilizzare la placca antartica e generare una serie di maremoti che devasteranno le coste del mondo intero. Supergirl e J'onn catturano Rip Roar, ma non riescono ad impedirgli di generare le ondate, una delle quali investirà National City proprio durante l'inaugurazione delle Collective Dream. Alex tenta di mettere in salvo la popolazione mentre Dreamer elimina l'onda e Supergirl e J'onn, in Antartide, chiudono il geyser che alimentava le ondate, salvando la situazione. A questo punto, però, Kara e William sono costretti a riconoscere che la responsabile non può essere Andrea, dal momento che le ondate avrebbero distrutto anche gli stabilimenti della Obsidian. Rip Roar, catturato e in custodia presso il DEO, viene identificato: si tratta di Russell Rogers. Andrea viene contattata dall'agente di Leviathan, che la informa di quanto accaduto a Rip Roar e la incarica di eliminarlo prima che l'uomo riveli informazioni sull'organizzazione.
- Guest star: Phil LaMarr (Malefic J'onzz), Nick Sagar (Rip Roar), Patti Allan (agente Leviathan), Luisa D'Oliveira (Breathtaker).
- Altri interpreti: Paralee Cook (cittadina #1), Joshua Mazerolle (guardia armata), Matthew Shaw (cittadino #2).
- Ascolti USA: telespettatori 780 000[13]

## Segreti tra donne
- Titolo originale: Confidence Women
- Diretto da: Shannon Kohli
- Scritto da: Dana Horgan e Nicki Holcomb

### Trama
Il DEO viene attaccato dall'entità misteriosa che ha ucciso Caroline O'Connor e che si scopre essere una donna mascherata capace di teletrasportarsi attraverso le ombre. La donna intende eliminare Rip Roar, ma Supergirl e Alex riescono a metterla in fuga; messasi in salvo, la donna si toglie la maschera, rivelandosi Andrea Rojas. Andrea chiede aiuto a Lena per introdursi al DEO e le spiega che la sua intenzione non è uccidere Rip Roar, bensì metterlo in salvo per proteggerlo da Leviathan, di cui non fa però il nome per non mettere in pericolo l'amica; Lena, inizialmente, rifiuta, e Andrea ricorda la travagliata storia della loro amicizia. Lena e Andrea si conobbero in collegio e legarono subito grazie alla comune passione per il film Titanic. Lena le confidò che il suo più grande sogno era riuscire a trovare il medaglione di Acrata, un mitico oggetto di cui le aveva parlato la madre; anni dopo, divenute adulte, Andrea deve fare i conti con l'imminente fallimento della Obsidian, incapace di competere con le Lord Industries, mentre Lena tenta di impedire a Lex di uccidere Superman. Lena decide di recuperare il medaglione di Acrata per usarne i poteri per fermare Lex e convince Andrea ad accompagnarla alla ricerca dell'oggetto; Andrea trova il medaglione, ma viene avvicinata da un messaggero di Leviathan che le impone di tenere l'oggetto per sé in cambio di aiuto da parte dell'organizzazione per risollevare le sorti della Obsidian. A malincuore, Andrea è perciò costretta a nascondere il medaglione all'amica, ma Lena lo scopre ugualmente e, delusa, taglia i ponti con lei. Entrambe affrante, Lena e Andrea trovano conforto rispettivamente in Jack Spheer e Russell Rogers; Lena, però, è rimasta profondamente ferita dal tradimento di Andrea, e quando qualche anno dopo arriva a National City per amministrare la L-Corp respinge i tentativi di Kara di stringere amicizia, anche se alla fine sceglierà di fidarsi. Nel frattempo, Andrea viene contattata da Leviathan, che la recluta a forza dietro minaccia di uccidere suo padre e le ordina di usare il potere del medaglione per uccidere un noto politico: Andrea diventa così Acrata. Russell scopre per caso il medaglione e Leviathan decide di eliminarlo, ma Andrea ottiene di salvargli la vita in cambio della sua trasformazione nel micidiale Rip Roar. Lena e Andrea si incontrano nuovamente qualche tempo dopo la morte di Lex; Lena, che in realtà mira ad impadronirsi della tecnologia Obsidian, vende la CatCo all'amica con il pretesto di aver bisogno di fondi per coprire i debiti lasciati da Lex. Di nuovo nel presente, Lena accetta finalmente di aiutare l'amica e inscena un'aggressione per allontanare Supergirl dal DEO, dando così modo ad Andrea, nei panni di Acrata, di portare via Russell; ciò che Andrea ignora, però, è che nel frattempo Russell ha recuperato coscienza di sé e ha fatto al DEO il nome di Leviathan. Lena, poi, costringe Andrea a cederle il medaglione di Acrata minacciando di uccidere Russell tramite la manipolazione mentale; Andrea obbedisce, ma poco dopo Russell viene ucciso dal messaggero di Leviathan. Quest'ultimo rivela che il medaglione non ha fatto altro che attivare l'oscurità nel cuore di Andrea e la donna, devastata, capisce che non sarà mai libera né dalla maledizione né dal controllo della Leviathan. Lena, pur consapevole che il medaglione non ha più alcun potere, fa tradurre da Hope un'iscrizione presente sull'oggetto: la scritta si rivela essere la parola "Leviathan". Lena dà quindi ordine a Hope di accedere ai ricordi di Eve per avere informazioni sull'organizzazione.
- Guest star: Rahul Kohli (Jack Spheer), Nick Sagar (Russell Rogers/Rip Roar), Steven Bauer (Bernardo Rojas), Alexa Najera (Andrea Rojas da ragazza), Lucy Loken (Lena Luthor da ragazza), Patti Allan (agente Leviathan), Duncan Fraser (messaggero Leviathan).
- Altri interpreti: Shawn Ahmed (aiutante), Jan Bos (governatore Tom Harper), Miguel Castillo (guida), Lynn Colliar (cronista), Amanda Gray (agente DEO #2), Samantha Davis (Lena da bambina), Arran Henn (anchorman), Kelvin Lum (agente DEO #1), Ryan Mah (poliziotto), Sonia Sunger (anchorwoman).
- Ascolti USA: telespettatori 840 000[14]

## Tremori
- Titolo originale: Tremors
- Diretto da: Andi Armaganian
- Scritto da: J. Holtham e Katie Rose Rogers

### Trama
L'agente di Leviathan, Margot, non riesce a recuperare il medaglione da Lena e riferisce al proprio capo, un uomo di nome Rama Khan; si scopre così che i membri di Leviathan sono alieni giunti sulla Terra milioni di anni prima e che hanno sempre vegliato sul pianeta, assumendosi il compito di contenere il comportamento umano. Rama Khan ritiene che gli umani siano fuori controllo e aveva perciò ordinato a Rip Roar, tramite Margot, di scatenare l'inondazione per punirli. Gamemnae, un'altra dei membri di Leviathan, gli consiglia di cambiare approccio e ad affidarsi alla tecnologia, ma Rama Khan preferisce attaccare personalmente Lena per tentare di riprendere il medaglione; Supergirl interviene e salva la situazione. Brainy scopre che la figura di Rama Khan è associata a tutti i peggiori disastri naturali della storia, rivelando perciò che lo stesso Rama Khan è apparentemente immortale. Kara suggerisce di cercare alla Fortezza della Solitudine un'arma in grado di abbatterlo e Lena la accompagna per aiutarla; in realtà, l'obiettivo di Lena è scoprire se alla fortezza esiste qualche tecnologia che le permetta di diffondere su larga scala il suo dispositivo per il controllo mentale. Consultando gli archivi kryptoniani, Supergirl e Lena scoprono che la razza di Rama Khan proviene da Jarhanpur, pianeta gemello di Krypton, andato distrutto in seguito ad una guerra civile. Cinque dei leader di Jarhanpur sopravvissero e fuggirono sulla Terra; uno di essi, Rama Khan, ha il potere di piegare letteralmente la Terra al proprio dominio. Supergirl e Lena cercano nell'arsenale della fortezza un'arma in grado di fermarlo e Lena mette gli occhi su Myriad. J'onn, nel frattempo, è vittima di perturbazioni psichiche che riconosce provenire da Malefic e chiede consiglio a M'yrnn: lo spirito del padre gli conferma che Malefic si trova a National City e tenuto prigioniero da qualcuno. J'onn riesce a trovare Malefic e gli chiede perdono, riuscendo finalmente a riappacificarsi con il fratello. Alex e Brainy cercano di rintracciare Rama Khan, ma finiscono in una trappola e rimangono quasi uccisi in un'esplosione; la programmazione di Brainy riporta qualche danno, con il paradossale effetto di potenziare le sue funzioni cognitive. Sfruttando ciò, il coluano scopre sull'armatura di Rip Roar un simbolo grazie a cui localizza la base di Leviathan. Alex e Brainy vi s'introducono, ma vengono dirottati da Gamemnae e non riescono a scoprire niente. Rama Khan ha scoperto che Supergirl e Lena si trovano alla Fortezza della Solitudine e le attacca: Supergirl capisce che il potere di Rama Khan è legato alla Terra, e sfruttando la natura kryptoniana della fortezza riesce ad indebolirlo e a metterlo in fuga. A questo punto, Lena getta la maschera e svela a Kara il proprio piano, rivelando che ciò che più la fa soffrire è quello che Kara le ha dimostrato non confidandole il proprio segreto: la convinzione che Lena, in fondo, sia malvagia come qualunque altro Luthor. Kara tenta di farla ragionare, ma Lena ha riprogrammato le difese della fortezza per intrappolare Kara e quest'ultima è costretta a guardare impotente mentre Lena fugge con Myriad.
- Special guest star: Cara Buono (Gamemnae).
- Guest star: Carl Lumbly (M'yrnn J'onzz), Phil LaMarr (Malefic J'onzz), Patti Allan (Margot), Mitch Pileggi (Rama Khan).
- Ascolti USA: telespettatori 790 000[15]

## L'ira di Rama Khan
- Titolo originale: The Wrath of Rama Khan
- Diretto da: Marcus Stokes
- Scritto da: Lindsay Sturman e Jess Kardos

### Trama
Alex e Brainy liberano Kara, che li mette al corrente del tradimento di Lena e che l'amica, dopo aver rubato Myriad, si è rifugiata in una vecchia base di Lex al di sotto del monte Norquay, in Canada. Malefic, liberato da J'onn e ora dalla parte degli eroi, spiega che il piano di Lena è usare Myriad per estendere la portata del suo trasmettitore di controllo mentale, battezzato "Non Nocere", su scala globale, cosa che le permetterà di fatto di controllare la volontà di ogni persona vivente; Kara rimane convinta di poter rimettere le cose a posto e si mette in contatto con Lena attraverso un sistema olografico, ma l'amica non sente ragioni. Alex, a malincuore e contro la volontà di Kara, sfrutta l'ologramma per introdurre un virus nel mainframe di Lena che disattiverà entro pochi minuti le difese della base e bloccherà Myriad; se nonostante ciò Lena rifiuterà di arrendersi, Alex farà radere al suolo la base da un satellite Claymore. Rama Khan, dopo i suoi recenti fallimenti, sta per essere rimpiazzato dai vertici di Leviathan; furibondo e istigato da Gamemnae, Rama Khan decide di riscattarsi provocando l'eruzione di un immenso supervulcano situato al di sotto di National City. Per riuscirci, Rama Khan ha bisogno del potere di Acrata per attivare il Bastone del Mondo delle Ombre, un manufatto in grado di sprigionare energia, e tenta di costringere Andrea a collaborare; quest'ultima riesce a dare l'allarme al DEO, ma viene comunque catturata da Rama Khan e usata per alimentare il bastone. Kara e J'onn vogliono fermare Lena senza farle del male e Malefic si offre di usare il proprio potere per aiutarli; Alex si trova perciò alle prese con un dilemma, dovendo scegliere se dare fiducia a Malefic o uccidere Lena. Hope riesce a riattivare manualmente Myriad e Lena può finalmente attivare Non Nocere: per bloccarlo, Alex è costretta a fidarsi di Malefic e il marziano mantiene la parola data, disattivando Myriad con le proprie onde Q. Nel frattempo, J'onn separa il Bastone del Mondo delle Ombre da Acrata, impedendo l'eruzione del vulcano, mentre Supergirl sconfigge Rama Khan; oramai caduto in disgrazia, Rama Khan viene tradito e deposto da Gamemnae, che prende il suo posto. Lena scampa all'arresto accusando Hope, che accetta di sacrificarsi perché la sua programmazione le impone assoluta lealtà nei suoi confronti; Kara, però, è convinta che prima o poi riuscirà a riportare l'amica dalla parte giusta e anche Alex, dopo quanto accaduto con Malefic, è fiduciosa che ci sia speranza. Ora che è tutto finito, Malefic torna su Marte e J'onn viene avvicinato da Monitor, che gli rivela di aver portato Malefic sulla Terra per testare le sue capacità: aiutando il fratello, J'onn ha superato la prova e Monitor lo indica come degno di affrontare una misteriosa ed imminente "Crisi". Monitor incontra poi Lex Luthor, resuscitato dall'alieno perché per fare fronte alla "Crisi" sarà indispensabile il suo genio; Lex accetta, ma prima vuole che Monitor faccia per lui qualcosa che coinvolge Lena. L'episodio si chiude con un'ulteriore anticipazione del crossover Crisi sulle Terre Infinite: su Terra-1, a Central City, Nash Wells crede di aver finalmente trovato il nascondiglio di Monitor, che cercava da anni, ma quando lo apre viene risucchiato attraverso un portale, svanendo.
- Special guest star: Jon Cryer (Lex Luthor), Cara Buono (Gamemnae).
- Guest star: Phil LaMarr (Malefic J'onzz), Mitch Pileggi (Rama Khan).
- Altri interpreti: Jay Clift (agente dell'FBI).
- Non accreditato: Tom Cavanagh (Nash Wells).
- Ascolti USA: telespettatori 870 000[16]

## Crisi sulle Terre infinite - I Parte
- Titolo originale: Crisis on Infinite Earths: Part One
- Diretto da: Jesse Warn
- Scritto da: Robert Rovner e Marc Guggenheim

### Trama
Su Terra-38, il mondo viene investito da un terremoto che in realtà non è altro che l'onda d'urto lasciata dal passaggio di una misteriosa energia che sfreccia nello spazio a velocità elevatissima; Argo City si trova proprio sulla sua traiettoria, e Clark e Lois, con l'aiuto di Alura, riescono a mandare il loro figlio neonato Jonathan sulla Terra per metterlo in salvo un istante prima che Argo venga annientata. Nel frattempo, su Terra-1, Oliver Queen, Mia Smoak, Barry Allen, Kate Kane, Sara Lance e Ray Palmer vengono radunati da Harbinger e portati su Terra-38. Assieme a loro ci sono anche Clark e Lois, salvati da Harbinger un istante prima della distruzione di Argo City; Alura, invece, purtroppo non è sopravvissuta. Harbinger spiega che l'energia che ha annientato Argo City è un'ondata di antimateria generata dall'Anti-Monitor, controparte malvagia di Monitor, che ha già distrutto altre realtà: Monitor vuole che gli eroi affrontino la minaccia su Terra-38 perché è il prossimo universo che verrà colpito, e se falliranno l'onda proseguirà la sua avanzata finché non avrà annientato l'intero Multiverso. Monitor innalza una torre ad energia quantistica per rallentare l'avanzata dell'onda di antimateria mentre Alex organizza l'evacuazione della popolazione terrestre su Terra-1, l'ultimo universo che verrà colpito; per realizzare un portale abbastanza grande, Alex è costretta a chiedere aiuto a Lena. La navicella di Jonathan è stata risucchiata in un tunnel spaziotemporale ed è finita su Terra-16, nella Star City dell'anno 2046; Lois, Brainy e Sara vanno a recuperarlo mentre gli altri rimangono a proteggere la torre quantistica e incontrano l'Oliver Queen di quella realtà. Oliver cede il costume di Green Arrow a Mia e scopre che Barry è destinato a morire durante la Crisi; furioso, Oliver affronta Monitor e gli ricorda il patto stretto in precedenza per salvare Barry e Kara. Gli eroi tentano di respingere i Demoni Ombra dell'Anti-Monitor, ma i nemici sono troppo numerosi e danneggiano la torre proprio mentre l'onda di antimateria sta per abbattersi sul pianeta e Lena completa il portale: Kara e Clark, sfruttando la vista termica, ridanno energia alla torre il tempo necessario per completare l'evacuazione mentre gli altri eroi tengono impegnati i Demoni Ombra per consentire alle persone di mettersi in salvo. Monitor compare per portare in salvo gli eroi su Terra-1 prima dell'arrivo dell'onda, ma Oliver rifiuta di andarsene prima che l'evacuazione sia stata portata a termine e affronta da solo i Demoni Ombra; Monitor riesce a portarlo via un attimo prima che l'onda annienti Terra-38, ma Oliver muore comunque a causa delle ferite riportate. L'evacuazione ha permesso la salvezza di circa metà della popolazione mondiale, in buona parte direttamente grazie al sacrificio di Oliver; Monitor, ad ogni modo, è turbato e rivela che non era questo il destino che aveva previsto per lui. Nash Wells, trasformato nel sovrumano Pariah per aver liberato l'Anti-Monitor e costretto perciò ad assistere alla catastrofe, compare e rivela che ormai il Multiverso è condannato. La storia continua nella prima stagione di Batwoman.
- Special guest star: Stephen Amell (Oliver Queen/Green Arrow), Caity Lotz (Sara Lance/White Canary), Brandon Routh (Ray Palmer/The Atom), Tom Cavanagh (Nash Wells/Pariah), Katherine McNamara (Mia Smoak/Green Arrow), Tyler Hoechlin (Kal-El/Clark Kent/Superman), Elizabeth Tulloch (Lois Lane), Ruby Rose (Kate Kane/Batwoman), Grant Gustin (Barry Allen/Flash).
- Guest star: Erica Durance (Alura Zor-El), Audrey Marie Anderson (Lyla Michaels/Harbinger), Burt Ward (Dick Grayson), Robert Wuhl (Alexander Knox), Griffin Newman (ospite al Trivia Night), Wil Wheaton (manifestante)
- Altri interpreti: Nickolas Baric (coniglio #1).
- Nota. All'inizio della puntata, l'onda di antimateria travolge diverse realtà, tra cui quella del telefilm Batman girato negli anni '60, in cui viene mostrato Dick Grayson che pronuncia una battuta dallo stile simile a quelle del telefilm; in un'altra realtà, quella di Terra-89 (corrispondente al film Batman di Tim Burton, il giornalista Alexander Knox vede l'onda arrivare e spera che il pipistrello se ne sia accorto.
- Nota. Questo episodio apre un lungo crossover che continua negli episodi Crisi sulle Terre infinite - II Parte della serie Batwoman, Crisi sulle Terre infinite - III Parte della serie The Flash, Crisi sulle Terre infinite - IV Parte della serie Arrow e infine Crisi sulle Terre infinite - V Parte della serie Legends of Tomorrow.
- Ascolti USA: telespettatori 1 670 000[17]

## Mondi imprigionati
- Titolo originale: The Bottle Episode
- Diretto da: Tawnia McKiernan
- Scritto da: Nicki Holcomb, Jen Troy e Derek Simon

### Trama
In seguito alla "Crisi", Terra-38 si è fusa con Terra-1 e Terra-73, generando un nuovo universo chiamato Terra-Prime: tutte queste realtà coesistono ora in un unico mondo, con conseguenze più o meno evidenti sulle vite di tutti, ma il cambiamento più drammatico è dato dal ritorno di Lex Luthor, ora proprietario della L-Corp (ora diventata "LuthorCorp") e del DEO, nonché filantropo e beniamino del mondo intero. Lex, grazie al patto stretto con Monitor, ha ottenuto che Lena mantenesse i ricordi precedenti la "Crisi" e propone alla sorella di allearsi con lui; Kara le consiglia di non fidarsi e le offre di tornare ad essere amiche, ma Lena preferisce piuttosto rivolgersi alla madre Lillian, messa al corrente da Lex della "Crisi" e in questa nuova realtà amministratrice di una fondazione a nome Luthor. Lena intende ancora portare a termine il progetto Non Nocere, ma Lillian non ha alcun interesse ad aiutarla; in compenso, Lillian consiglia alla figlia di allearsi con Lex perché con lui Lena resterebbe obiettiva, cosa che invece non saprebbe fare se scegliesse di contare di nuovo su Kara, e Lena sceglie il fratello. Andrea riceve la visita di uno dei membri del suo consiglio di amministrazione, Gemma Cooper, un tempo sua mentore; in realtà, Gemma Cooper è Gamemnae. Su Terra-Prime appaiono quattro versioni alternative di Brainy e uno di essi muore subito dopo, ucciso misteriosamente. Nia sorprende uno dei Brainiac alternativi in possesso di un'ampolla: si scopre che in essa è contenuto l'universo di Brainiac, che quest'ultimo è riuscito letteralmente ad imbottigliare un istante prima che venisse distrutto dall'Anti-Monitor. Brainiac vuole aprire l'ampolla per riavere il suo mondo e ha ucciso una delle sue controparti perché aveva cercato d'impedirglielo; Supergirl e Brainy riescono a metterlo in fuga e Querl, controparte femminile di Brainy, spiega agli eroi la situazione, avvertendoli che se Brainiac riuscirà nell'intento, sia Terra-Prime che il suo universo verranno distrutti. Supergirl scopre che Brainiac vuole sfruttare il potere delle Figlie della Notte, controparti delle originali streghe kryptoniane che crearono le Wordkillers, per aprire l'ampolla e tenta di fermarli con l'aiuto di Brainy e Dreamer; Brainy non può competere con la sua controparte a causa degli inibitori che si è impiantato per tenere sotto controllo il proprio potere, ma grazie all'incoraggiamento di Dreamer riesce a toglierseli, sbloccando così tutto il proprio potenziale e sconfiggendo Brainiac. Quest'ultimo comprende l'enormità dello sbaglio che stava per commettere e assieme alle Figlie della Notte, pentite e fiduciose che tutto un giorno si sistemerà, si lascia assorbire nell'ampolla. Querl e l'altro Brainiac rimasto decidono invece di farsi incorporare nell'intelligenza collettiva coluana, donando a Brainy i rispettivi intelletti; prima di andarsene, Querl rivela a Brainy di aver scoperto che Lex sta cercando informazioni su Leviathan e che Brainy dovrà collaborare con lui, ma dovrà fare tutto da solo. A malincuore, perciò, Brainy lascia Nia e in segreto si allea con Lex. Quest'ultimo gli rivela che la distorsione che ha permesso l'arrivo dei Brainiac ha fatto giungere su Terra-Prime il doppione di un personaggio inatteso: Winn Schott.
- Special guest star: Jon Cryer (Lex Luthor), Cara Buono (Gamemnae), Meaghan Rath (Querl Dox/Brainiac-5).
- Guest star: Brenda Strong (Lillian Luthor), Anjali Jay (Selena), Rosemary Hochschild (Vita), Winsome Brown (kryptoniana oscura).
- Altri interpreti: Keith Dallas (Al/Al #2).
- Note:
  - Meaghan Rath, interprete di una dei Brainiac alternativi, è sorella di Jesse Rath, interprete di Brainy.
  - Il titolo originale dell'episodio è un ironico gioco di parole tra l'ampolla contenente l'universo del Brainiac alternativo e un termine dell'industria cinematografica: gli "episodi in bottiglia" sono infatti puntate a basso budget realizzate per risparmiare sui costi di produzione.
  - Uno dei Brainiac alternativi viene ucciso con un particolare virus informatico che Querl riferisce essere l'Equazione dell'Anti-vita. Nei fumetti, tale equazione consente di dominare la volontà altrui ed è generalmente considerata la prova matematica dell'inutilità dell'esistenza.
  - Brainy, nell'episodio, afferma che il Multiverso ha cessato di esistere, ma nella quinta parte di Crisi sulle Terre Infinite è stato confermato che tutti gli universi sono stati ripristinati. Il fatto che Brainy non riesca a rintracciare altre realtà con il vecchio sistema delle frequenze vibrazionali potrebbe tuttavia significare che gli universi non sono più in comunicazione tra loro, spiegando perché Terra-Prime sembri essere l'unica realtà rimasta.
- Ascolti USA: telespettatori 840 000[18]

## Ritorno dal futuro - I Parte
- Titolo originale: Back from the Future: Part One
- Diretto da: David Harewood
- Scritto da: Dana Horgan e Katie Rose Rogers

### Trama
Con l'aiuto di Brainy, Lex libera il Winn Schott alternativo, che nella sua realtà è diventato il nuovo Giocattolaio, e gli permette di attaccare durante una fiera alla quale presenzierà Chester Dunholtz, che anche nel suo universo ha causato la rovina del padre. Lena, intanto, scopre che la fusione degli universi ha modificato le onde Q, costringendola a riprogrammare Non Nocere, ma ha bisogno dell'aiuto di Lex. Il fratello e Brainy la mettono al corrente della loro collaborazione per distruggere Leviathan e Lex si offre di procurarle una fonte di onde Q in cambio del suo aiuto per ottenere le informazioni di Andrea; si scopre però che nella nuova realtà Leviathan non l'ha mai chiamata dopo averle fatto recuperare il medaglione di Acrata, perciò Andrea non sa nulla di utile. Kara segue la fiera per conto della CatCo assieme a William, che in questa realtà sospetta di Lex anziché di Andrea, e si trova ad affrontare il Giocattolaio, riuscendo ad impedirgli di uccidere Dunholtz e a metterlo in fuga. Winn torna nel presente e rivela che se non riusciranno a catturare al più presto il Giocattolaio, le azioni del doppione comprometteranno irrimediabilmente il suo futuro. Si scopre che l'obiettivo di Lex era usare il Giocattolaio come esca per richiamare Winn, così da poter accedere alla sua astronave e al cubo memoria, l'archivio della Legione, che potrebbe contenere informazioni su Leviathan; Brainy aveva previsto che gli eroi avrebbero catturato il Giocattolaio alla fiera, impedendogli di nuocere, ma la fuga del doppione ha complicato le cose. Lex penetra nell'astronave e consulta il cubo memoria, scoprendo l'esistenza di Gamemnae e la sua identità come Gemma Cooper; a questo punto, Lex onora il patto con Lena e le fa avere il cubo memoria, grazie al quale Lena scopre dove poter trovare le onde Q. J'onn crea la Torre, un quartier generale per gli eroi di Terra-Prime; Nia tenta di avere una visione sul Giocattolaio, ma vede invece Brainy trasformarsi in una feroce tigre bianca, cosa che attribuisce alla loro recente rottura, e teme che i suoi poteri non siano più affidabili. Kara, da parte sua, è in crisi perché Lex le ha imposto di frenare le indagini di William su di lui, minacciando di eliminarlo; la ragazza, a sua volta convinta che Lex stia tramando qualcosa, non sa cosa fare, ma Winn la esorta a non cedere, ricordandole che Supergirl rappresenta un'ispirazione per quelli come William. Gli eroi scoprono che il prossimo bersaglio del Giocattolaio è Andrea, che nella sua realtà ha contribuito al fallimento del padre, e riescono a rintracciarla proprio grazie alla visione di Nia: la tigre bianca, infatti, è l'emblema dell'università di National City, il luogo in cui si trova in quel momento Andrea per presentare le Platinum, le nuove lenti virtuali della Obsidian. Gli eroi intervengono e fermano il Giocattolaio, che preferisce darsi la morte piuttosto che farsi catturare; il futuro di Winn è perciò salvo. Brainy, a questo punto, ha capito quanto è pericolosa la sua collaborazione con Lex e si confida con Winn, che lo perdona e promette di mantenere il segreto. Sembra tutto finito, ma si scopre che il Giocattolaio ha trasferito la propria coscienza in rete: la partita, perciò, non è ancora chiusa.
- Special guest star: Jon Cryer (Lex Luthor), Jeremy Jordan (Winn Schott/Giocattolaio)
- Altri interpreti: Sarwan Badesha (spettatore), Brian Dudley (Chester Dunholtz), Kelten Jensen (guardia).
- Note:
  - Nell'episodio viene citato il personaggio di Nura Nal, ovvero Dream Girl, una dei membri della Legione dei Super-Eroi del XXX Secolo e discendente di Nia.
  - La moglie di Winn, Ayla, è Ayla Ranzz, ovvero Lightning Lass, un altro membro della Legione. Ayla era già stata citata in un episodio della terza stagione come amica di Mon-El e Imra, che in quell'occasione raccontano come il suo pianeta di origine, Winath, sia stato distrutto dalla Blight Pestilence.
  - Quando libera il Giocattolaio, Brainy gli si rivolge con la frase: "Vieni con me se vuoi vivere". Si tratta di una citazione di Terminator.
  - Verso la fine dell'episodio, Winn usa in presenza di William il falso nome "Marty". Si tratta probabilmente di un riferimento a Marty McFly, protagonista del film Ritorno al Futuro.
- Ascolti USA: telespettatori 810 000[19]

## Ritorno dal futuro - II Parte
- Titolo originale: Back from the Future: Part Two
- Diretto da: Alexis Ostrander
- Scritto da: Rob Wright e J. Holtham

### Trama
Brainy aiuta Lex ad ottenere informazioni su Gemma Cooper e al tempo stesso deve tenere a bada Alex, le cui indagini su Lex rischiano di far saltare la copertura. Al DEO, gli eroi si trovano alle prese con bizzarri malfunzionamenti dei computer; Winn e Brainy capiscono che il responsabile è il Giocattolaio, trasformatosi in una sorta di intelligenza artificiale onnipotente grazie alle lenti Obsidian, che ha usato per fare il caricamento di se stesso nell'intranet del dipartimento. Il Giocattolaio, agendo sui computer del DEO e manipolandone le apparecchiature, chiude tutti gli agenti all'interno dell'edificio e minaccia una strage se non verrà disattivato il firewall del sistema, l'unica barriera che gli impedisce di immettersi nel web e controllare i computer di tutto il mondo. Brainy riesce temporaneamente a escluderlo e Lex, che in realtà aveva previsto tutto, lo incarica d'isolare il codice del Giocattolaio per poterlo usare contro Leviathan. Andrea sta perfezionando le Platinum, e Lena, interessata alle lenti per il progetto Non Nocere, si offre di darle una mano, ma Andrea rifiuta per non compromettere la loro amicizia. Lex incontra Gemma Cooper e la convince a far riconsiderare la proposta ad Andrea; più tardi, Gemma incarica Margot di riferire ad una misteriosa "Consacrata" che i Luthor sono sotto controllo. Kara e Winn scendono nel sottolivello logistico del DEO, dove si trovano i server fisici, per trovare quello in cui si nasconde il Giocattolaio e permettere a Winn di inserirvi un codice killer che lo cancellerà; strada facendo, Kara confida all'amico di essere attratta da William, che la ricambia, ma di non essere sicura di poter gestire una storia con lui perché teme di rovinare tutto nel caso William scoprisse la sua identità. Nel sottolivello, Kara e Winn, incredibilmente, trovano Winslow, il padre di Winn, diventato anch'egli un'intelligenza artificiale: per digitalizzare sé stesso, infatti, il Giocattolaio ha utilizzato un codice messo a punto da Winslow nel quale l'uomo aveva inserito gran parte della propria coscienza, con il risultato che il codice ha digitalizzato entrambi. Winn entra nello spazio virtuale per inserire il codice killer e incontra il padre: quest'ultimo gli spiega di essere venuto a conoscenza delle sue imprese dagli archivi del DEO, e ciò ha fatto comprendere a Winslow che Winn è la parte migliore di lui, cosa di cui sarà sempre orgoglioso. Winn, dapprima diffidente, sceglie di fidarsi e grazie all'aiuto di Winslow inserisce il codice killer, cancellando il Giocattolaio e, purtroppo, anche Winslow. Risolto il problema, Alex, non potendo sopportare di dover sottostare a Lex, decide di lasciare il DEO e di gestire la Torre con J'onn, mentre Winn torna nel futuro. Kara decide infine di concedersi una possibilità con William, ma all'ultimo istante si tira indietro: non ha infatti il coraggio di confessargli la propria vera identità, ma non vuole nemmeno rovinare tutto con le menzogne, come accaduto con Lena. Brainy consegna a Lex una parte del codice del Giocattolaio che è riuscito a duplicare e riferisce le dimissioni di Alex; Lex lo ringrazia per l'ottimo lavoro svolto e lo sorprende nominandolo nuovo direttore del DEO. L'episodio si chiude con la ricomparsa di Mr. Mxyzptlk, che si presenta da Kara e Alex.
- Special guest star: Jon Cryer (Lex Luthor), Cara Buono (Gamemnae/Gemma Cooper), Jeremy Jordan (Winn Schott/Giocattolaio).
- Guest star: Henry Czerny (Winslow Schott), Patti Allan (Margot), Thomas Lennon (Mr. Mxyzptlk).
- Altri interpreti: Lia Lam (agente DEO).
- Note:
  - Quando si lancia in battaglia contro gli esoscheletri manovrati dal Giocattolaio, Brainy grida: "Leeroy Jenkins!". Si tratta di un riferimento ad un popolare video di World of Warcraft in cui un giocatore di nome Leeroy Jenkins si lancia contro i nemici urlando il proprio nome, che da allora è diventato un grido di battaglia comune tra i giocatori.
  - L'episodio detiene ad oggi il primato di puntata meno vista dell'intera serie. È stato ipotizzato che le ragioni siano la possibile relazione tra Kara e William, estremamente impopolare tra i fan, la probabile trasformazione di Lena in villain e la crescente presenza nello show del personaggio di Lex.[20]
- Ascolti USA: telespettatori 650 000[21]

## È una super vita
- Titolo originale: It's a Super Life
- Diretto da: Jesse Warn
- Scritto da: Robert Rovner e Jessica Queller

### Trama
Da quando Kara l'ha rispedito nella quinta dimensione, Mxyzptlk può usare i suoi poteri solo per aiutare coloro a cui ha fatto un torto e Kara è l'ultima della sua lista: se troverà il modo di aiutare anche lei, rimediando a tutti i guai che ha provocato, Mxyzptlk sarà libero. Mxyzptlk le offre la possibilità di ricucire la sua amicizia con Lena rimandandola indietro nel tempo, in modo che Kara possa dirle la verità prima di Lex; dopo un'iniziale titubanza, Kara accetta e Mxyzptlk le fa rivivere il momento in cui, poco dopo la separazione di Samantha Arias da Reign, Kara cercò per la prima volta di parlare con Lena. Kara, questa volta, rivela all'amica la propria identità, ma Lena non la perdona comunque e ciò fa sì che non intervenga per salvarla quando Kara viene intossicata dal dispersore di kryptonite dei fratelli Graves, risultando nella morte di Kara stessa. Kara prova dunque a tornare indietro ad altri momenti, ma ogni volta che confessa a Lena la verità le conseguenze sono catastrofiche; demoralizzata, Kara riflette che forse sarebbe stato meglio per lei e Lena non incontrarsi mai. Mxyzptlk le fa visitare anche questo scenario, ma al momento di tornare indietro il folletto scopre di aver perso i poteri. In questa realtà, Lena è rimasta profondamente segnata dal tentativo di Lex di ucciderla tramite John Corben, e senza il sostegno dell'amicizia di Kara ha perduto ogni traccia di umanità, diventando una feroce e spietata dittatrice che governa National City con il pugno di ferro; J'onn, Alex, Kelly, Winn, Mon-El e Dreamer sono perseguitati in quanto amici di Supergirl, accusata da Lena di terrorismo, mentre Brainy e Reign sono alleati di Lena. National City è pattugliata da sentinelle robotiche che traggono energia dalla quinta dimensione, la quale perciò è sotto il controllo di Lena, spiegando perché Mxyzptlk non possa trarvi potere. Kara cerca di parlare con Lena, ma l'amica è stata trasformata in un cyborg Metallo da Lillian per salvarla in seguito alle devastanti ferite provocate da Corben e l'attacca; gli eroi, intanto, recuperano il cappello magico di Hat e grazie ad esso Kara e Mxyzptlk riescono a tornare nel mondo reale. Kara, a questo punto, capisce che è inutile tentare di cancellare il proprio errore e di non poter fare altro che imparare a conviverci; superato così il senso di colpa, Kara ringrazia Mxyzptlk per averla aiutata e il folletto riacquista il pieno utilizzo dei propri poteri, potendo andare per la propria strada. Ormai serena, Kara affronta Lena e riconosce lo sbaglio commesso, ma avverte anche l'amica che d'ora in poi sarà l'unica responsabile delle proprie azioni: se Lena insisterà a volersi rendere complice di Lex, Kara sarà costretta a considerarla una criminale e farà tutto ciò che è in suo potere per fermarla.
- Special guest star: Chris Wood (Mon-El), Odette Annable (Samantha Arias/Reign), Sam Witwer (Ben Lockwood/Agente Libertà), Jeremy Jordan (Winn Schott).
- Guest star: Betty Buckley (Patricia Arias), Robert Baker (Otis Graves), Chad Lowe (Thomas Coville), Thomas Lennon (Mr. Mxyzptlk).
- Altri interpreti: Jeffrey Chivers (reporter), Toni Nielsen (anchorwoman #2), Andre Paul (guardia di sicurezza), Angelo Renai (avvocato difensore), Tawny West (anchorwoman #1).
- Ascolti USA: telespettatori 660 000[22]

## La guardia del corpo
- Titolo originale: The Bodyguard
- Diretto da: Gregory Smith
- Scritto da: Lindsay Sturman

### Trama
Lena, turbata dal suo incontro con Kara, comincia a dubitare di ciò che sta facendo; il fratello le esorta di non lasciarsi condizionare e le organizza un test di prova di Non Nocere su un gruppo di detenuti di Stryker Island tra i quali c'è anche Steve Lomeli, l'hacker che qualche anno prima aiutò Kara ad incastrare Lex. Il test è un successo sui prigionieri più aggressivi, ma ha effetti imprevisti su Steve, nel quale affiorano ora istinti violenti che collidono con la sua personalità mite e rischiano di portarlo alla pazzia. Lena è in crisi, ma Lex la convince a non darsi per vinta e l'aiuta a correggere l'errore, salvando Steve. Brainy riprogramma il codice del Giocattolaio per usarlo come arma contro i membri di Leviathan, che sono esseri tecno-organici e quindi vulnerabili a virus informatici; tuttavia, poiché provengono dallo stesso sistema solare dei kryptoniani, possiedono analoghe caratteristiche d'invulnerabilità, perciò prima di usare il codice è necessario indebolirli con una loro versione di kryptonite. Il lancio sul mercato delle lenti Obsidian Platinum è imminente e Andrea finisce nel mirino di un terrorista; Lex decide di usarla come esca per attirare allo scoperto Leviathan e incarica Supergirl di farle da guardia del corpo. L'incarico costringe Kara a incontrare William, che segue la presentazione per conto della CatCo, e le cose sono per lei imbarazzanti; parlando con lui, comunque, Kara riflette sui problemi della tecnologia virtuale, che rischia di far perdere alle persone ogni contatto con la realtà. Il terrorista è un clorofilliano, una razza aliena che si nutre di energia solare, ma è dotato di poteri insoliti per la sua specie; J'onn e Alex indagano e trovano il suo covo, scoprendo che l'alieno ha acquisito i suoi poteri attraverso l'uso di tecnologia illegale ed è capace di assorbire e utilizzare l'energia di altri alieni. Il clorofilliano distrugge il covo per eliminare le prove e J'onn e Alex si salvano grazie all'intervento di Supergirl, che mette in fuga l'alieno; Alex, però, si rende conto che senza il DEO è una persona comune incapace di difendersi da sola, ed è demoralizzata. L'alieno si rivela essere una donna di nome Amy Sapphire: suo marito Todd lavorava alla Obsidian e fu licenziato a causa di una grave dipendenza dalla realtà virtuale che, in ultimo, lo portò togliersi la vita. Amy attacca la Obsidian, ma Supergirl riesce a farla ragionare e tutto si conclude per il meglio. Andrea viene messa al corrente della storia di Todd, ma decide comunque di procedere con il lancio perché fermamente convinta che la realtà virtuale possa aiutare le persone; la sua convinzione, in realtà oscura, le permette di attivare il potere delle ombre di Acrata, di cui non era cosciente. J'onn, per aiutare Alex a ritrovare fiducia in sé stessa, dona all'amica con un'arma marziana mutaforma; Kara, invece, decide finalmente di concedere a William una possibilità. Lex incontra Gemma Cooper e si offre di promuovere le Platinum a livello mondiale, così da potersi avvicinare a lei: il suo obiettivo è usarla per scoprire il punto debole dei membri di Leviathan.
- Special guest star: Jon Cryer (Lex Luthor), Cara Buono (Gemma Cooper/Gamemnae).
- Guest star: Willie Garson (Steve Lomeli), Camille Sullivan (Amy), Donna Benedicto (agente Reiff).
- Altri interpreti: Leslee Achorn (donna anziana), Jason Beaudoin (Dimitri), Sean Hewlett (Franklin), Scott McNeill (Toby), Edwin Perez (Harry), Julia Rekaikyna (amazzone), Mélania Solano (Natalia Guzman), Millan Tesfazgi (impiegato spaventato), Andrew Wheeler (guardia), Brent Zulyniak (Todd Sapphire).
- Ascolti USA: telespettatori 670 000[23]

## Reality bytes
- Titolo originale: Reality bytes
- Diretto da: Armen V. Kevorkian
- Scritto da: Dana Horgan e Jay Faerber

### Trama
Due mesi prima del lancio sul mercato delle Platinum, Kelly testa le lenti su un volontario, l'ingegnere informatico Richard Bates, il quale riferisce un glitch che impedisce di disconnettersi autonomamente; Kelly affida Bates ad un'impiegata per il resoconto, ignorando però che la donna è Margot, l'agente di Leviathan. Nel presente, Yvette, la coinquilina di Nia, sta per incontrare per la prima volta Angus, un uomo conosciuto su un sito d'incontri, e decide di portare con sé Nia, depressa in seguito alla rottura con Brainy. Angus, però, si rivela un uomo completamente diverso e aggredisce Yvette per dare un messaggio a Dreamer: l'uomo, il cui vero nome è Gregory Bauer, è infatti un transfobo e minaccia di aggredire altri transgender se Dreamer non si ritirerà. Arrabbiata e convinta che la polizia non farà nulla per fermare le aggressioni, Nia decide di sistemare personalmente Bauer e crea un profilo sul sito d'incontri per attirare allo scoperto l'uomo. L'idea funziona, ma Kara si rende conto che Nia, piena di odio, vuole uccidere Bauer e interviene appena in tempo per farla ragionare; Bauer viene così assicurato alla giustizia. Alex e J'onn indagano sulla scomparsa di Trevor Crane, sparito nel nulla dopo aver ricevuto un invito per un'esperienza virtuale con le lenti Obsidian. Con l'aiuto di Kelly, Alex si inserisce nella stessa simulazione di Trevor, una versione virtuale di Las Vegas, per rintracciare l'uomo mentre J'onn cerca informazioni assieme ad Al, fratello di Trevor. Alex localizza Trevor all'interno di Escape Palace, una sorta di escape room virtuale creata da un utente misterioso. Alex libera due amici di Trevor rimasti bloccati e i due spiegano che Trevor è stato intrappolato da Richard Bates, il quale ha creato Escape Palace e ha sfruttato il glitch nel sistema di disconnessione per catturarlo. Si scopre che Jennifer, la moglie di Richard, ha conosciuto Trevor durante una simulazione e aveva con lui una sorta di relazione virtuale; Richard ne è venuto a conoscenza e ora vuole vendicarsi torturandolo. Alex riesce a trovare Trevor e affronta Bates, riuscendo ad disconnetterlo a forza, ma il caso getta le prime luci sui pericoli della realtà virtuale e Kelly è molto turbata: aveva infatti segnalato personalmente il glitch ai tecnici della Obsidian e si rende conto che qualcosa non quadra. Bates, in realtà solo apparentemente espulso dalla simulazione, viene ricoverato in stato vegetativo e Margot lo fa prelevare e portare in una struttura dove Leviathan detiene altre persone nelle stesse condizioni, rivelando che il glitch ha colpito molti utenti. La puntata si chiude con una telefonata di Eliza che informa Alex e Kara che Jeremiah è morto.
- Guest star: Roxy Wood (Yvette), Pierson Fodé (Angus/Gregory Bauer), Patti Allan (Margot), Donna Benedicto (agente Reiff), Jesse Moss (Richard Bates), Anna Van Hooft (Jennifer Bates), Corbin Bleu (Trevor Crane).
- Altri interpreti: Doron Bell (detective Rivers), Pietra Castro (ragazzina #1), Keith Dallas (Al Crane), Arran Henn (anchorman), Tarun Keram (Henry), Teresa Laverty (moglie dell'uomo che soffoca), John Michael (ragazzino #2), Olivia Morandin (ragazzina #3), Rico Simonini (Frank), Owen Walstrom (uomo che soffoca).
- Ascolti USA: telespettatori 680 000[24]

## Alex nel paese delle meraviglie
- Titolo originale: Alex in Wonderland
- Diretto da: Tawnia McKiernan
- Scritto da: Rob Wright

### Trama
Jeremiah è morto per cause naturali mentre lavorava in un campo profughi in Perù; Alex, che non ha mai perdonato al padre la sua passata alleanza con Cadmus e soprattutto di essere completamente sparito dalla sua vita quando è arrivata Kara, rifiuta di presentarsi al funerale e riversa su Kara tutta la rabbia e la gelosia accumulate in anni trascorsi a proteggere il segreto della sorella. Rimasta sola, Alex usa un paio di lenti Platinum per vivere una realtà in cui è Supergirl e nella simulazione conosce Bonnie, una simpatica ragazza che impersona una cercatrice di tesori. William si rivolge a Kelly per indagare sull'autorizzazione che Lex ha chiesto per il lancio di trentadue satelliti, ognuno attualmente posizionato sopra ciascuna delle città in cui Lex si è recato per la promozione delle Platinum. Kelly non è in grado di stabilire alcun collegamento con la Obsidian, ma sospetta che Lex sia coinvolto nella mancata correzione del glitch di cui si è servito Richard Bates; la presenza del glitch, inoltre, fa temere a Kelly che altre persone possano esserne colpite, rimanendo perciò bloccate nella realtà virtuale. Alex, dopo aver trascorso del tempo nella simulazione, si pente per come si è comportata con Kara e decide di scollegarsi per poter andare al funerale, ma si accorge che Bonnie ha perso il contatto con la realtà; Bonnie, infatti, è una delle persone rimaste intrappolate dal glitch, proprio come Richard Bates, e Margot la fa portare alla struttura della Leviathan. Anche Alex rimane vittima del glitch, ma riesce a tornare in sé grazie all'incontro con un'altra utente che impersona Supergirl, che le ricorda di trovarsi in una simulazione, e torna nel mondo reale; in realtà, anche se non ne ha coscienza, Alex è ancora intrappolata nella realtà virtuale e crede di essere Supergirl. Kelly cerca di svegliarla dapprima con un'iniezione di adrenalina e poi inserendosi a sua volta nella simulazione, ma fallisce e chiede aiuto ad Andrea; quest'ultima le consiglia di mettere Alex davanti ad un paradosso tale da farle rinnegare la realtà virtuale, e Kelly inserisce all'interno della simulazione il ricordo della vera Alex. L'espediente funziona e Alex si risveglia, questa volta per davvero; l'esperienza nella simulazione le ha tuttavia fatto capire che tutta la rabbia che provava era in realtà rivolta verso sé stessa per non essere stata capace di salvare Jeremiah, e Alex, alla fine, partecipa al funerale, riconciliandosi con Kara. Andrea ordina una diagnostica del sistema Platinum per correggere una volta per tutte il glitch, senza tuttavia sapere che il tecnico che ha incaricato è Eve Tessmacher; William, nel frattempo, grazie ad un suo contatto alla NSA, scopre la struttura dove la Leviathan tiene i soggetti intrappolati dal glitch. Margot riesce a nascondere le prove, ma William trova l'identificativo di uno dei prigionieri e capisce di essere sulla strada giusta.
- Special guest star: Helen Slater (Eliza Danvers).
- Guest star: Olivia Nikkanen (Alex Danvers da ragazza), Patti Allan (Margot), Rosemary Hochschild (Vita), Anne Hollister (Tilly/Bonnie), John Murphy (Derek), Steph Song (Supergirl virtuale).
- Altri interpreti: Jina Anika (poliziotta), Neetu Garcia (reporter), Marc Gaudet (Mac), Peter Lincoln (Abe Lincoln).
- Ascolti USA: telespettatori 650 000[25]

## Deus Lex Machina
- Titolo originale: Deus Lex Machina
- Diretto da: Melissa Benoist
- Scritto da: Lindsay Sturman

### Trama
Tre mesi dopo la "Crisi", Lex uccide Margot e libera tutte le persone intrappolate nella realtà virtuale; un video recuperato da William mostra inoltre Margot dichiararsi seguace di Amy Sapphire e rivendicare il rapimento degli utenti, scagionando perciò Lex. La scena si sposta nel passato, ad un giorno dalla "Crisi": Lex si risveglia nella nuova realtà di Terra-Prime e cerca immediatamente un'alleanza con Lillian per distruggere i kryptoniani, ma Lillian gli consiglia piuttosto di portare Lena dalla sua parte e fare in modo che i Luthor mantengano il loro nuovo status privilegiato. Lena informa il fratello dell'esistenza di Leviathan e che Eve Tessmacher lavorava per l'organizzazione alle sue spalle; Lex decide perciò di eliminare Leviathan. Grazie al cubo memoria della Legione, Lex raccoglie informazioni su Eve, che nella nuova realtà non ha mai lavorato per lui, e la convince ad essere la sua spia in cambio della promessa di liberarla dal controllo di Leviathan e vendicare la morte di suo padre, ucciso da qualcuno che non è mai stato identificato. Eve si fa assumere alla Obsidian, così da avere accesso al progetto Platinum, e scopre il glitch del sistema di disconnessione; Lex la incarica di assicurarsi che il glitch non sia sistemato, in modo che Gamemnae sia costretta a chiedere aiuto a Lex. Parallelamente, Lex fa in modo di procurare a Leviathan altri guai che lui potrà sistemare per guadagnarsi la fiducia di Gamemnae vendendo ad Amy Sapphire la tecnologia di amplificazione dei poteri e aiutando Richard Bates ad hackerare il sistema di Platinum. Due mesi dopo la "Crisi", Lex riferisce a Eve che l'assassino di suo padre è Jeremiah Danvers e le consegna un veleno con cui eliminarlo; la notizia della morte di Jeremiah raggiunge le sorelle Danvers mentre Lex è impegnato nel tour promozionale delle Obsidian Platinum. Lena, dispiaciuta per Kara, si riavvicina all'amica, cosa di cui Lex non è affatto contento; contro il parere di Lillian, Lex fa in modo che Brainy consigli agli eroi, che ora sanno che il glitch sta intrappolando sempre più persone, di usare Myriad per rintracciare gli utenti prigionieri. L'utilizzo di Myriad interferisce con gli esperimenti di Lena su Non Nocere, e Lena fraintende la situazione, credendo che Kara la stia boicottando; i rapporti tra loro tornano tesi. Lex, poi, fa in modo di liberare dalla Fortezza della Solitudine un alieno Divoratore di Soli usando un Morae al soldo di Leviathan; mentre gli eroi si occupano del mostro, molte persone in tutto il mondo cercano rifugio dalla paura usando le Obsidian Platinum, esponendosi così al glitch. Lex fa trasferire gli utenti intrappolati e ne inscena la liberazione uccidendo Margot; a questo punto, Lex riesce a porsi sopra ogni sospetto. Furiosa per la morte di Margot, Gamemnae chiede conto a Lex delle sue azioni; Lex le spiega di aver fatto in modo di collegare Margot ad Amy Sapphire per allontanare ogni sospetto dalla Obsidian, sicché l'unica minaccia rimasta per Gamemnae è Supergirl. A questo punto, Lex scarica Eve, ormai inutile, minacciando di mandarla in galera per l'omicidio di Jeremiah Danvers, in realtà innocente, e comunica a Lillian che il suo piano è riuscito: Leviathan ucciderà Supergirl, dopodiché Lex annienterà Leviathan.
- Special guest star: Jon Cryer (Lex Luthor), Cara Buono (Gemma Cooper/Gamemnae)
- Guest star: Brenda Strong (Lillian Luthor), Sharon Leal (M'gann M'orzz/Miss Martian), Patti Allan (Margot), Anne Hollister (Bonnie), Jesse Moss (Richard Bates), John Murphy (Derek).
- Altri interpreti: Malcolm Masters (dott. Niles Jarrod), Ryan Mutama (poliziotto), Simon Webb (maggiordomo).
- Ascolti USA: telespettatori 610 000[26]

## L'anello mancante
- Titolo originale: The Missing Link
- Diretto da: Avi Youabian
- Scritto da: Dana Horgan e J. Holtham

### Trama
Durante l'attacco del Divoratore di Soli, alcuni detenuti di Stryker Island che erano stati trattati da Lena con Non Nocere rimangono bloccati in un ascensore; uno di essi, Klaus, in preda al panico risveglia i propri istinti violenti, che interferiscono con la programmazione di Non Nocere. Lena e Lex tentano di risolvere il problema, ma ben presto il malfunzionamento si estende anche ai detenuti che erano assieme a Klaus e successivamente a tutti gli altri, causando una vera e propria epidemia di violenza; per mettervi fine, Lena è costretta a disattivare Non Nocere. Lena, a questo punto, ammette a sé stessa che il suo progetto è fallito perché non è possibile andare contro la natura umana; Lex, che aveva previsto che sarebbe andata così, tenta di convincere la sorella a dominare il mondo assieme, ma Lena, furiosa e ormai consapevole di essersi fatta usare, rifiuta. Gli eroi, intanto, tentano di scoprire la base di Leviathan e a loro si unisce M'gann M'orzz, tornata per aiutarli; Kara sospetta che i Luthor siano in combutta con Leviathan, ma Alex la esorta a non saltare alle conclusioni e suggerisce di trovare altri membri dell'organizzazione. Pete Andrews, l'amico di Kelly che nella vecchia realtà era stato posseduto da Malefic e che ora lavora all'archivio storico nazionale, aiuta Alex nelle indagini: si scopre che il simbolo di Leviathan è apparso molte volte nel corso della storia e ogni volta la sua comparsa ha preceduto un evento catastrofico. Alex e Pete cercano di saperne di più, ma un sicario di Leviathan cerca di eliminarli; Alex si rende conto di essere troppo esposta senza il DEO, e Kelly le suggerisce di diventare una vigilante. William analizza il video di Margot e scopre che è stato contraffatto; indagini ulteriori di Kelly e William rivelano che Margot era una dipendente della Obsidian e lavorava a stretto contatto con una collega che si scopre essere Eve Tessmacher. Nel frattempo, grazie ad una visione di Nia, gli eroi scoprono che Rama Khan proverà a innescare un immane terremoto nell'Oregon. Supergirl, J'onn, M'gann e Dreamer riescono a fermare Rama Khan e Brainy, contravvenendo agli ordini di Lex e determinato a fermare Leviathan, lo porta al DEO per interrogarlo. Si scopre però che era tutto un piano di Rama Khan per entrare al DEO, e il dominatore fugge dopo aver rubato la scorta di kryptonite e raso al suolo l'edificio; Brainy, invece, viene escluso dagli altri eroi, che hanno capito che sta facendo il doppio gioco con Lex e Leviathan e ormai non possono più fidarsi di lui. Brainy riferisce a Lex, che tuttavia gli rivela che proprio questo era il piano: facendo leva su Brainy, infatti, Lex è riuscito con una sola mossa a far avere a Gamemnae la kryptonite, ottenendo così un invito sull'astronave di Leviathan, e a mettere Supergirl nel mirino dell'organizzazione. Lena si presenta da Kara per scusarsi di tutto ciò che ha fatto e la mette al corrente dei piani di Lex e Leviathan, pregandola di darle la possibilità di rimediare: Kara, dapprima incerta, accetta il suo aiuto.
- Special guest star: Jon Cryer (Lex Luthor), Sean Astin (Pete Andrews), Cara Buono (Gemma Cooper/Gamemnae).
- Guest star: Willie Garson (Steve Lomeli), Sharon Leal (M'gann M'orzz/Miss Martian), Donna Benedicto (agente Reiff), Mitch Pileggi (Rama Khan).
- Altri interpreti: Dustin Brooks (prigioniero #1), Demord Dann (guardia carceraria), Dave Ferguson (prigioniero barbuto), Michael Jonsson (Klaus).
- Ascolti USA: telespettatori 620 000[27]

## Immortal Kombat
- Titolo originale: Immortal Kombat
- Diretto da: David Harewood
- Scritto da: Derek Simon

### Trama
Lex viene condotto da Gamemnae sull'astronave di Leviathan e osserva soddisfatto gli alieni caricarsi con l'energia della kryptonite; prima di consentire a Brainy di inserire il codice inverso, infatti, Lex vuole che Leviathan elimini Supergirl. Lena e Kara fanno il punto della situazione con Alex, Nia, J'onn e M'gann: Kara non può intervenire direttamente contro Leviathan a causa della kryptonite in possesso degli alieni, e Lena si offre di ricreare per lei la tuta anti-kryptonite che Kara utilizzò quando i Graves contaminarono l'atmosfera. J'onn e M'gann impersonano Supergirl, facendo da esche, mentre Kara e Lena vanno al laboratorio di quest'ultima per ricreare la tuta, ma gli eroi sono messi in difficoltà dagli enormi poteri dei membri di Leviathan, ognuno dei quali controlla un elemento naturale. Eve sorprende William mentre la sta pedinando e lo cattura: ora che Lex l'ha abbandonata, Eve è di nuovo sotto il controllo di Leviathan ed è costretta ad eliminarlo, altrimenti Leviathan ucciderà sua madre. Supergirl e Lena, avvisate da Kelly, intervengono e salvano la situazione; i membri di Leviathan attaccano e Supergirl li affronta con l'ausilio della tuta, ma gli alieni si rivelano indistruttibili. Eve, convinta da Supergirl a collaborare, rivela che Gemma Cooper è Gamemnae e intende sferrare il suo attacco finale durante una sorta di festival virtuale indetto dalla Obsidian a cui prenderanno parte miliardi di persone: Gamemnae intrappolerà gli utenti con il glitch e li ucciderà tutti. Equipaggiata con un sistema creato da Lena che la proteggerà dal glitch, Supergirl entra nella simulazione per far disconnettere le persone mentre J'onn, M'gann, Dreamer e Alex tengono impegnati i membri di Leviathan; Gamemnae, dietro suggerimento di Lex, decide allora di mandare Andrea a eliminare Supergirl e si rivela a lei, incaricandola di sbarazzarsi dell'eroina dietro minaccia di uccidere suo padre. Nei panni di Acrata, Andrea cerca quindi di uccidere Supergirl, ma viene fermata da Lena, che riesce a farla desistere; Supergirl, nel frattempo, riesce a far disconnettere gli utenti, salvandoli. Non potendo ancora inserire il codice, Brainy decide di intrappolare i membri di Leviathan e s'introduce nella loro astronave pur sapendo che i sistemi di sicurezza della navicella lo uccideranno. Con il sostegno di Querl, la sua controparte femminile, che Brainy ha voluto accanto a sé in quest'ultima missione per non rimanere solo, il coluano usa i comandi della navicella per richiamare i membri di Leviathan a bordo, per poi rinchiuderli in un cilindro; Gamemnae, però, che ha il potere di controllare la tecnologia, riesce a resistere al comando, anche se lo sforzo disgrega la sua forma umana. Ora che la minaccia di Leviathan è stata annientata, Kara e Lena si chiariscono e si alleano per sconfiggere Lex una volta per tutte. Lex, intanto, si è impossessato del cilindro in cui Brainy ha rinchiuso i membri di Leviathan e lo consegna a Lillian, con la quale era in combutta fin dall'inizio, per la prossima fase del piano; il destino di Brainy, invece, rimane incerto.
- Special guest star: Jon Cryer (Lex Luthor), Cara Buono (Gemma Cooper/Gamemnae), Meaghan Rath (Querl Dox/Brainiac-5).
- Guest star: Brenda Strong (Lillian Luthor), Sharon Leal (M'gann M'orzz/Miss Martian), Lynda Boyd (madre di Eve Tessmacher), Mitch Pileggi (Rama Khan).
- Altri interpreti: Everett Andres (ragazzo), Michelle C. Smith (Sela).
- Ascolti USA: telespettatori 650 000[28]